# Jugendhilferecht
Unter Jugendhilferecht werden in Deutschland alle gesetzlichen Regelungen zusammengefasst, die sich auf die Kinder- und Jugendhilfe beziehen. Daneben sind die zu den gesetzlichen Regelungen ergangenen Richtlinien, Empfehlungen, Rundschreiben sowie Weisungen örtlicher Jugendamtsdirektoren zu beachten.

## Einschlägige Gesetze
Kern des Jugendhilferechts ist das Achte Buch Sozialgesetzbuch (SGB VIII). Es wurde als Artikel 1 des Artikelgesetzes „KJHG“ im Jahre 1990 verabschiedet. Auch das Jugendgerichtsgesetz (JGG) beinhaltet Jugendhilferecht, ebenso das Gesetz über die Freiwillige Gerichtsbarkeit und das Bürgerliche Gesetzbuch im Abschnitt Familienrecht. Die Bundesländer haben in den 1990er Jahren durchweg Ausführungsgesetze zum SGB VIII verabschiedet, die „AG KJHG“ abgekürzt werden. Außerdem haben viele Bundesländer Landeskindertagesstättengesetze verabschiedet.

## Geschichte des Jugendhilferechts
Vorläufer des SGB VIII war das 1924 als „Reichsgesetz für Jugendwohlfahrt“ (RJWG) in Kraft getretene Gesetz für Jugendwohlfahrt (JWG).

## Entstehung
Seit Mitte der 1970er Jahre und bis 1989 wurden zahlreiche Gesetzesentwürfe entsprechend der Positionen der jeweils politisch Regierenden durch die zuständige Abteilung des Bundesjugendministeriums verfasst. In der Endphase setzten CDU/CSU durch, dass gemäß § 27 Abs. 1 SGB VIII die Sorgeberechtigten den Rechtsanspruch besitzen und nicht die Minderjährigen als solche. In der Frage der Altersstufung kämpften die Parteien mit den Kommunen um die Frage, von welchem Lebensalter an ein Rechtsanspruch auf einen Kitaplatz gewährt und somit bezahlt werden soll. Als Väter des SGB VIII gelten zum einen zahlreiche Professoren des Fachgebiets und zum anderen der damalige Referatsleiter Reinhard Wiesner des Bundesministeriums; hinzu kommt der Einfluss des Deutschen Jugendinstituts, das Engagement von Landesjugendamtsleitungen sowie von Einzelpersönlichkeiten, die ihre Positionen über Gremien in die Diskussion brachten.

## Rechtspolitik
§ 35a SGB VIII regelt seit dem 1. Januar 1991 die Eingliederungshilfe für seelisch behinderte Kinder und Jugendliche.
Mit der sog. Sozialraumorientierung kam es in der Jugendhilfe der 1990er Jahre zu einem Paradigmenwechsel.
Die herausragenden Diskussionspunkte im Jahr 2012 betrafen die Finanzierbarkeit der Erzieherischen Hilfen nach §§ 27 bis 41 SGB VIII und die Gestaltung des neuen § 8a, § 8b SGB VIII. Dazu trat am 1. Januar 2012 das Gesetz zur Kooperation und Information im Kinderschutz (KKG) in Kraft, das als Artikel 1 des Bundeskinderschutzgesetzes zur Präzisierung von Fragen des Datenschutzes und der Verschwiegenheitsverpflichtung, der Eingriffsmöglichkeiten ins Elternrecht gemäß Art. 6 GG, mit Familienhebammen und mit Fragen der Führungszeugnisse sowie deren Eintragung ins Bundeszentralregister erlassen wurde.
Mit dem Gesetz zur Verbesserung der Unterbringung, Versorgung und Betreuung ausländischer Kinder und Jugendlicher wurde zum 1. November 2015 in § 42a bis § 42f SGB VIII n.F. ein landesweites und bundesweites Verteilungsverfahrens für die Inobhutnahme unbegleiteter ausländischer Minderjähriger eingeführt.

## Jugend- und Familienrecht: Gesetze (Druckfassungen)
- BGB, Beck/dtv 5001, 2019
- Familienrecht, Beck/dtv 5577, 2019
- FGG, Beck/dtv 5527, 2019
- Jugendrecht, Beck/dtv 5008, 2019
- Sozialgesetzbuch, Beck/dtv 5024 2019
- Ulrich Stascheit (Hrsg.): Gesetze für die soziale Arbeit. Textsammlung Fachhochschulverlag Frankfurt 2019. ISBN 978-3-947273-13-3

## Kommentare zum SGB VIII (Auswahl)
- Fieseler, Schleicher, Busch, Wabnitz (Hrsg.): GK-SGB VIII – Kinder- und Jugendhilferecht (ständig aktualisierte Loseblattsammlung)
- Hauck, Noftz (Hrsg.): SGB VIII Kinder- und Jugendhilfe Kommentar, Berlin (ständig aktualisierte Loseblattsammlung)
- Krug, Riehle (Hrsg.): Kinder- und Jugendhilfe – SGB VIII, Köln (ständig aktualisierte Loseblattausgabe; Stand: 161. Lieferung, März 2015)
- Münder, Meysen, Trenczek: Frankfurter Kommentar zum SGB VIII, Baden-Baden, 8. Aufl. 2019 ISBN 978-3-8329-7561-6
- Schlegel/Voelske (Hrsg.): Juris Praxiskommentar SGB VIII – Kinder- und Jugendhilfe, Saarbrücken 2014
- Reinhard Wiesner u. a.: SGB VIII (SGB) – Kinder- und Jugendhilfe, 5. vollständig überarbeitete Auflage, München 2015, ISBN 3-406-51969-5